# Кугунер (Кугушергское сельское поселение)
Кугунер — упразднённая в 2003 году деревня в Яранском районе Кировской области России. На год упразднения входила в состав Кугушергского сельского округа.

## География
Урочище находится в юго-западной части региона, в зоне хвойно-широколиственных лесов, у реки Ламба, вблизи реки Арламба.
Абсолютная высота — 137 метров над уровнем моря.

## История
Список населённых мест Вятской губернии 1802 г. приводит данные по деревне Кугунер, входящей в: Яранская округа, Кугушергская волость, где в 13 дворах проживали ясашные, 26 душ мужского пола (Ведомости о селениях Вятской губернии на 1802 год // ЦГАКО. Ф. 538. Оп. 22. Ед. хр. 48, лист 159).
Список населённых мест Вятской губернии 1859—1873 гг. описывает Кугунер как казённую деревню при рч. Мамокше, входящей в	Яранский уезд, Стан 1, стоящую по левую сторону Московского почтового тракта, через г. Козьмодемьянск. В 10 дворах 76 жителей, из них мужчин 32, женщин 44.
Населённый пункт был снят с учёта Законом Кировской области от 03.06.2003 № 164-ЗО

## Население
В 1926 году население деревни составляло 139 человек (66 мужчин и 73 женщины), к 1950 году проживало 124 человека.

## Инфраструктура
Было развито сельское хозяйство, личные подворья.
В 1926 году насчитывалось 35 хозяйств, в 1950 году — 33.

## Транспорт
Просёлочная дорога. 